# Englevale (Dakota du Nord)
Englevale est une census-designated place située dans le comté de Ransom, dans l’État du Dakota du Nord, aux États-Unis. Sa population s’élevait à 40 habitants lors du recensement de 2010.

## Source
- (en) Cet article est partiellement ou en totalité issu de l’article de Wikipédia en anglais intitulé « Englevale, North Dakota » (voir la liste des auteurs).